# Dodekanoil-(acil-nosilac-protein) hidrolaza
Dodekanoil-(acil-nosilac-protein) hidrolaza (EC 3.1.2.21, lauril-acil-nosilac-protein hidrolaza, dodekanoil-acil-nosilac-protein hidrolaza, dodecil-acil-nosilac protein hidrolaza, dodekanoil-(acil-nosilac protein) hidrolaza) je enzim sa sistematskim imenom dodekanoil-(acil-nosilac protein) hidrolaza. Ovaj enzim katalizuje sledeću hemijsku reakciju
dodekanoil-[acil-nosilac protein] +2O {\displaystyle \rightleftharpoons } [acil-nosilac protein] + dodekanoat
Ovaj enzim deluje na acil-nosilac-protein tioestar sa lancom dužine C12.

## Literatura
- Nicholas C. Price; Lewis Stevens (1999). Fundamentals of Enzymology: The Cell and Molecular Biology of Catalytic Proteins (Third изд.). USA: Oxford University Press. ISBN 019850229X.
- Eric J. Toone (2006). Advances in Enzymology and Related Areas of Molecular Biology, Protein Evolution (Volume 75 изд.). Wiley-Interscience. ISBN 0471205036.
- Branden C; Tooze J. Introduction to Protein Structure. New York, NY: Garland Publishing. ISBN 0-8153-2305-0.
- Irwin H. Segel. Enzyme Kinetics: Behavior and Analysis of Rapid Equilibrium and Steady-State Enzyme Systems (Book 44 изд.). Wiley Classics Library. ISBN 0471303097.

## Spoljašnje veze
- Dodecanoyl-(acyl-carrier-protein)+hydrolase на 